# Петер Рамзауер
Петер Рамзауер (нім. Peter Ramsauer; нар. 10 лютого 1954, Траунвальхен) — німецький політик.

## Освіта
Після закінчення середньої школи в 1973-му, вступив до Мюнхенського університету на факультет ділового адміністрування, який закінчив у 1979, здобувши диплом за спеціальністю економіка торгівлі.
У 1985-му здобув докторський ступінь, захистивши дисертацію за темою «Економічні цілі та наслідки регіональної реформи в Баварії».

## Кар'єра
З 1972-го — в «Союзі молодих» (молодіжна організація партії ХДС/ХСС).
З 1973-го — член ХСС.
З 1983-го — заступник голови організації «Спілки молодих» у Баварії.
З 1992 по 1998 рік був заступником голови «Союзу малого та середнього бізнесу» в ХСС.
З 1990-го — член бундестагу.
З 1998 по 2005 рік — парламентський секретар партії ХДС/ХСС в Бундестазі.
З 21 листопада 2005 року — заступник голови фракції ХДС/ХСС в Бундестазі.
28 жовтня 2009 призначений федеральним міністром транспорту, будівництва і міського господарства в кабінеті Ангели Меркель, займав цю посаду до кінця терміну повноважень кабінету 17 грудня 2013.

## Сім'я
Одружений, має чотирьох дочок. Дружина Рамзауера, Сюзанна є двоюрідною сестрою американської актриси Сандри Баллок. За віросповіданням — католик.